# Allosaurus fajok

Az Allosaurus változatos nem volt, sokfélesége részben a méretben nyilvánult meg. Az hogy hány változata tartozott külön fajba, illetve hogy mely tulajdonságok voltak inkább a különböző korú és nemű egyedek sajátosságai, jelenleg viták tárgyát képezi.

Az 1877-ben Othniel Charles Marsh által leírt carnosaurus dinoszaurusznemhez, az Allosaurushoz számos lehetséges faj tartozik, de csak néhány tekinthető érvényesnek. Az Allosaurus eredeti leírása az Amerikai Egyesült Államok nyugati részén levő Morrison-formáció késő jura kori rétegében felfedezett maradványok alapján készült; a típusfaj az A. fragilis idővel a legjobban ismert dinoszaurusz fajjá vált.
Az Allosaurus nemre a Marsh és Edward Drinker Cope között zajló Csontháború idején bukkantak rá, az 1800-as évek végén, a versengés miatt pedig a taxonómiája egyre zavarosabbá vált, ugyanis Cope és Marsh több olyan nemet és fajt nevezett el, amelyek később az Allosaurus vagy az A. fragilis szinonimáivá váltak. Az Allosaurus leírásának megalkotása óta a tudósok egy vagy több alkalommal az eredeti lelőhelytől távol eső helyekről, Portugáliából, Szibériából, Svájcból és Tanzániából származó maradványokat is ehhez a nemhez soroltak be, de Ausztráliából és Kínából is kerültek elő olyan leletek, amelyeket az Allosaurushoz kapcsolnak.

## Potenciálisan érvényes fajok
Tisztázatlan, hogy hány Allosaurus faj létezett. 1988 óta hét faj számít potenciálisan érvényesnek (az A. amplexus, az A. atrox, az A. europaeus,, a típusfaj – az A. fragilis, a még hivatalos leírás nélküli „A. jimmadseni”, az A. maximus és az A. tendagurensis), de egy adott időszakban, általában csak egy részüket tekintik érvényesnek. A mára beolvadt fajok mellett az évek során legalább tíz kétséges vagy leírással nem rendelkező faj is az Allosaurushoz kötődött. A bazális tetanurán theropodákról készült legújabb leírás alapján csak az (A. amplexust és az A. atroxot is tartalmazó) A. fragilis, az „A. jimmadseni” (névtelen fajként) és az A. tendagurensis tekinthető elfogadott, potenciálisan érvényes fajnak, az A. europaeus még nem indítványozott fajnak számít, az A. maximus pedig a Saurophaganax nemhez tartozik.

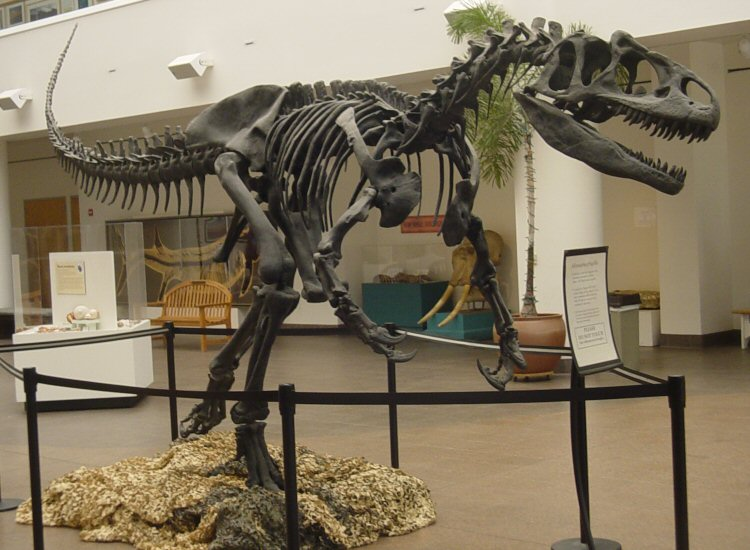
Az Allosaurus fragilis csontváza a San Diegó-i Természetrajzi Múzeum (San Diego Natural History Museum) előcsarnokában

Az A. fragilis a típusfaj, melyet Marsh nevezett el 1877-ben. Ez a leggyakoribb, legalább 60 példány alapján ismert faj. Az Egyesült Államokban levő Morrison-formációban, Colorado, Montana, Új-Mexikó, Oklahoma, Dél-Dakota, Utah és Wyoming államok területén elszórtan, a késő jura kor kimmeridge-i–tithon korszakához tartozó rétegekben találták meg. A Morrison theropodái között az A. fragilis felkarcsontjának részleteit használták diagnosztikus jellemzőkként, de az „A. jimmadseni” felfedezése után kiderült, hogy mindez faj szinten nem elegendő a különbségtételhez. Az A. fragilis mindig nehezen definiálható a töredékes és korlátozott holotípus alapján, így a szerzőknek előrelépéseket kellett tenniük azért, hogy jobb anyagok felhasználásával újradefiniálják a fajt.
Az A. amplexust Gregory S. Paul nevezte el egy óriási Morrison-formációból származó Allosaurus maradványai alapján, és belefoglalta a Saurophagus maximust (a későbbi Saurophaganaxot) ismertető művébe. Az A. amplexus eredetileg Cope-tól származik, aki 1878-ban az általa létrehozott Epanterias nem típusfajává tette és a napjainkban AMNH 5767 jelzéssel ellátott leleten alapul, ami három csigolyából, egy hollócsőrből és egy lábközépcsontból áll. Paul munkájának eredményeként ezt a fajt az A. fragilis szinonimájaként fogadták el.
A portugáliai Allosaurus anyagról 1999-ben számoltak be először, a Lisszaboni Egyetem Természetrajzi Múzeuma (Museu de História Natural da Universidade de Lisboa) MHNUL/AND.001 jelzésű lelete alapján, ami egy négyszögcsontból, egy gerincből, bordákból, hasi bordákból, a farok alsó részéhez tartozó tövisnyúlványokból, a csípő részeiből és a hátsó lábakból álló részleges csontváz. Ezt a példányt az A. fragilishez kapcsolták, de miután Lourinhã közelében a Lourinhã-formáció Porto Novo-tagozatában, a kimmeridge-i korszakhoz tartozó rétegből egy hiányos koponya és nyak (a Musea da Lourinhã ML 415-ös jelzésű lelete) került elő, létrehozták a számára az A. europaeus nevű fajt. A koponyája részletei eltérnek a többi Allosaurus fajétól. Viszont több anyag átvizsgálásával kiderülhet, hogy az eredeti leírásnak megfelelően egy A. fragilis.

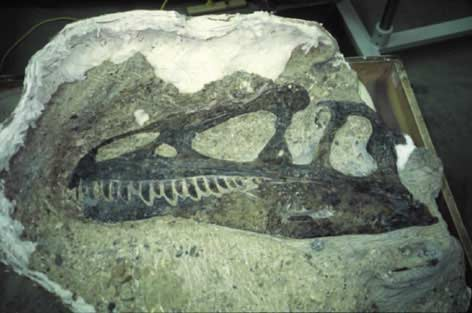
A Dinosaur National Monument (DINO 11541-es jelzésű) Allosaurusának részben kőbe ágyazódott koponyája

Daniel Chure Morrison-formációból származó allosaurida maradványokon végzett munkája közvetve vagy közvetlenül felelős az „A. jimmadseniért” és az A. maximusért. Az „A. jimmadseni” indítványozott név egy új, majdnem teljes csontvázon és egy koponyán alapuló Morrison-allosaurida számára. Az A. sp. 2 néven is ismert példány számos anatómiai részletet illetően eltér az A. fragilistől, például a járomcsont alsó széle egyenes, továbbá kizárólag a Morrison-formáció Salt Wash-tagozatában található meg. míg az A. fragilis csak a Brushy Basin Memberben fordul elő. Az A. maximus nevet David K. Smith adta Chure 1995-ös Saurophaganax maximus nevű óriás allosaurida példánya számára, melyre a Morrison oklahomai részén bukkantak rá. Ezeket a maradványokat Saurophagusként ismerték, de ez a név már használatban volt, ezért Chure-nak le kellett cserélnie. 1998-as elemzésében Smith megállapította, hogy az S. maximus nem tért el eléggé az Allosaurustól ahhoz, hogy külön nembe kerüljön, de támogatta, hogy saját fajt hozzanak létre a számára A. maximus néven. Ezt az átsorolást a bazális tetanuránokról szóló legújabb áttekintés elvetette. Paul (1988-ban) szintén írt egy A. maximusról, de az csak az A. amplexus elírása volt.
Az A. tendagurensis fajt 1925-ben Werner Janensch hozta létre egy részleges sípcsont (a Museum für Naturkunde HM 67-es jelzésű lelete) alapján, amire a tanzániai Mtwara régióban levő Tendaguru kimmeridge-i korszakhoz tartozó kőzeteiben találtak rá. Ez a faj nem kapott nagy támogatást az utóbbi években, a vélemények az azonosságát illetően az érvényes Allosaurus fajtól a bazális tetanuránon át a kétséges nevű theropodáig változtak. Habár az azonossága nem tisztázott, egyértelműen egy nagy méretű theropoda volt, a hossza körülbelül 10 méter, a tömege pedig 2,5 tonna lehetett.

## AzA. atrox, és azA. fragilisbiológiai változatok
Az az elképelés, ami szerint két gyakori Allosaurus faj élt a Morrison-formációban Gregory S. Paul 1988-as, Predatory Dinosaurs of the World (A világ ragadozó dinoszauruszai) című könyve által vált népszerűvé. Paul felhívta a figyelmet arra, hogy az A. fragilisnek magas, hegyes szarvai voltak, a teste pedig karcsúbb volt, mint az állítólagos második fajé, az A. atroxé, ritka előfordulása miatt pedig mindez nem lehet a nemi dimorfizmus jele. Az Allosaurus atrox nevet eredetileg Marsh alkotta meg 1878-ban, az általa létrehozott Creosaurus nem számára, amely egy YPM 1890 jelzésű, néhány koponya darabból, kilenc farokcsigolya darabjaiból, két keresztcsonti csigolyából, egy csípőcsontból, egy bokából és pár lábcsontból álló gyűjtemény. Habár a Morrison két gyakori allosauridájával kapcsolatos elképzelést a félig tudományos és szórakoztató művek támogatták, a szakirodalom általánosan elvetette.
David K. Smith megvizsgálta a különböző lelőhelyekről származó Allosaurus fosszíliákat, és úgy találta, hogy a (Utah állambeli) Cleveland-Lloyd Dinosaur Quarry példányai általában kisebbek a (wyomingi) Como Bluffban, vagy a Brigham Young Egyetem által a (colorado-i) Dry Mesa Quarryben begyűjtött leleteknél, de a különböző lelőhelyeken talált csontok alakja nem tér el egymástól. A (colorado-i) Garden Park és a (utah-i) Dinosaur National Monument példányai, melyek Smith egy későbbi tanulmányában szerepelnek, a csontvázak különbözősége alapján nem szolgálnak bizonyítékkal a több fajra vonatkozóan; a koponyák változatossága gyakoribb és fokozatosabb, ami arra utal, hogy ezek a különbségek csupán az egyedek közötti eltérések lehetnek. A további művek a méretre vonatkozó eltérésekkel kapcsolatban szintén nem találtak szilárd bizonyítékot, azonban a Dry Mesa lelőhelyről származó anyag a bokacsont alapján egy csoportba tartozik.

## Érvénytelen és szinonim fajok
Több Allosaurushoz kapcsolt fajt egy vagy több okból kifolyólag már nem tekintenek érvényesnek. A Zittelnél (1887-ben) és Osbornnál (1912-ben) felbukkanó „A. agilis” csak az A. fragilis elírása. A Marsh-hoz kötődő A. ferox (1896-ból; nem összetévesztendő a szintén az Allosaurus taxonómiájához tartozó 1884-es Labrosaurus ferox fajjal) egy részleges koponyával kapcsolatban került be egy lábjegyzetbe, de kiderült, hogy egy A fragilis. Egy Marsh-tól, 1878-ból származó másik név, az A. lucaris egy részleges csontvázhoz kapcsolódik. Marsh később úgy döntött, hogy a Labrosaurus nem létrehozásához használja fel, de azt nem fogadtak el, így az A. fragilis egy újabb példányának kezdték tekinteni. Az „A. whitei” egy szabálytalanul leírt faj, amely 1996-ból Pickeringtől származik, és az A. atrox – A. fragilis vitában jobb állapotú példányként az előbbi igazolására próbálták felhasználni, de nem fogadták el.
Számos faj, melyet eredetileg nem az Allosaurushoz soroltak be, később az A. fragilis szinonimájává vált. A Labrosaurus ferox nevet 1884-ben Marsh alkotta meg egy különös formájú, a fogsora elülső részénél átlyukasztott és a hátsó részén nagy mértékben megnyúlt és lefelé görbült állkapocscsont alapján. Később a kutatók megállapították, hogy az elülső rész kórosan elváltozott az élő állatot ért sérülés miatt, a hátsó rész szokatlan formáját pedig a gipsszel való rekonstrukció okozta. Megállapították, hogy a maradvány nagy valószínűséggel egy A. fragilis példányé. Az Allosaurus trihedrodon eredeti változatát a Laelaps trihedrodont Cope hozta létre 1877-ben, öt theropda fog alapján. A hosszú időre elveszett lelet talán egy Allosaurushoz; feltehetően egy A. fragilishoz tartozik. Ez a faj a Cope által elnevezett stegosaurida faj, a Hypsirophus discursus körüli zavar oka. Cope úgy ítélte meg, hogy a Hypsirophus egy theropoda, és hogy kiderülhet, hogy megegyezik a Laelaps trihedrodonnal. Egy Cope által a Hypsirophusénak tulajdonított rejtélyes combcsontot később az Epanteriashoz soroltak be, a bizonytalanság pedig ahhoz a félreértéshez vezetett, hogy a Hypsirophus egy Allosaurus fragilis maradványon alapuló kiméra. Az Allosaurus valens az Antrodemus valens elírása, ami 1932-ből Friedrich von Huene-től származik; maga az Antrodemus valens Gilmore 1920-as állításának megfelelően egy Allosaurus fragilis. Az Apatodon mirus amit Marsh egy emlős állcsontjának tulajdonított, egy gerinctöredéken alapul, ami egyesek szerint az Allosaurushoz tartozik, de vannak akik ezt vitatják.

## Tévesen társított fajok
Sok fajt kezdetben a nemen belül vagy ahhoz tartozóként osztályoztak, bár nem tartoznak az Allosaurushoz. Az A. medius nevet Marsh hozta létre 1888-ban a Maryland kora kréta kori rétegéből származó „különböző példányok” számára, a legtöbb maradványt azonban, egy fog kivételével Richard Swann Lull egy új ornithopoda fajhoz, a Dryosaurus grandishoz sorolta át. Gilmore úgy ítélte meg, hogy a fog nem diagnosztikus, és Dryptosaurus medius néven egy új fajt hozott létre a számára. Ezt a döntést a legújabb keletű áttekintés nem fogadta el, és az Allosaurus mediust egyszerűen kétséges theropoda fajként sorolták fel. Az Allosaurus sibiricus leírását A. N. Rjabinyin készítette el 1914-ben egy olyan, később negyedik lábközépcsontként azonosított csont alapján, ami az oroszországi Burjátiából, a kora kréta korból származik. A fajt 1990-ben áthelyezték a Chilantaisaurus nembe. Nem ez az egyetlen beszámoló egy szibériai vagy ázsiai Allosaurusról. Kurzanov és kollégái 2003-ban hat Szibériából származó fogat Allosaurus sp. néven jelöltek meg (ami azt jelenti, hogy a szerzők a példányt leginkább egy Allosaurushoz hasonlónak találták, de nem tudták egy fajhoz sem kapcsolni). Emellett egy 1982 tájáról, a kínai Shanxiból származó írás Allosaurusról számol be, egy Datongban talált farokcsigolyát pedig az A. sp.-hez kapcsoltak.
Az Allosaurus merianit 1870-ben Greppin a Megalosaurus egyik fajaként írta le, egy fog alapján, ami Svájcból, a késő jura korból származik. Alkalmanként Allosaurusként hivatkoznak rá, de az újabb keletű áttekintések Megalosaurus meriani néven kétséges theropoda fajként, vagy Ceratosaurus sp.-ként hivatkoznak rá. Az Allosaurus stechowit 1920-ban Janensch írta le egy, a tanzániai Tendaguru medencében felfedezett különálló Ceratosaurusszerű fog alapján, Labrosaurus stechowi néven. A Labrosaurus és az Allosaurus szinonimizálásával Donald F. Glut az Allosaurus egyik fajaként sorolta fel, de később Ceratosaurus sp. néven vagy kétséges ceratosaurusként hivatkoztak rá.
Emellett a Creosaurus és a Labrosaurus Allosaurusszal való szinonimizálásából több faj is kimaradt. A Creosaurus potenst Lull nevezte el egy marylandi, kora kréta kori csigolya alapján. Jelenleg kétséges theropodának tekintik. A „Labrosaurus huene” egy nem hivatalos név, melyet von Huene használt (1956-ban és 1958-ban) egy fogra vonatkozóan, ami a kínai Szecsuanból származik a késő jura korból, az L. fragilis pedig egy Marsh által (1896-ban) elírt név, ami a Labrosaurus feroxra vonatkozik. Az L. sulcatus nevet Marsh alkotta meg 1896-ban egy Morrison-formációból származó theropoda fog számára, amely az L. stechowihoz hasonlóan jelenleg egy Ceratosaurus sp. vagy egy kétséges ceratosaurus.

## Feltételezett ausztrálAllosaurus
Egy Délkelet-Ausztráliában, a Victoria állambeli Cape Patersonban talált kora kréta kori fosszíliáról, egy bokacsontról úgy gondolják, hogy egy Allosaurus fajhoz tartozik. Vannak akik szerint ez bizonyítékkal szolgál arra, hogy Ausztrália menedékhely volt a más területeken kihalt állatok számára. Ezt az azonosítást Samuel Paul Welles megkérdőjelezte, mivel úgy vélte, hogy a tárgy inkább egy ornithomimidához tartozhat, de az eredeti szerzők megvédték az álláspontjukat. A következő 15 év során előkerült példányok és a rajtuk végzett kutatómunka alapján Daniel Chure újra megvizsgálta a csontot és megállapította, hogy az egy allosauridáé, de nem az Allosaurusé. Ehhez hasonlóan Yoichi Azuma és Phil Currie a bazális allosauridáról, a Fukuiraptorról készült leírásukban megjegyezték, hogy a csont közeli hasonlóságot mutat az általuk
létrehozott új nemmel. Erre a példányra néha „Allosaurus robustusként” hivatkoznak, amely egy nem hivatalos múzeumi név. A Dinoszauruszok, a Föld urai ötödik részében egy feltételezett „sarki” vagy „törpe” Allosaurus látható.

## Fordítás
- Ez a szócikk részben vagy egészben  a   Species of Allosaurus című angol Wikipédia-szócikk ezen változatának fordításán alapul.  Az eredeti cikk szerkesztőit annak laptörténete sorolja fel. Ez a jelzés csupán a megfogalmazás eredetét és a szerzői jogokat jelzi, nem szolgál a cikkben szereplő információk forrásmegjelöléseként.